# Чермін (Підкарпатське воєводство)
Чермін (пол. Czermin, нім. Hohenbach) — село в Польщі, у гміні Чермін Мелецького повіту Підкарпатського воєводства.
Населення — 1836 осіб (2011).
У 1975-1998 роках село належало до Ряшівського воєводства.

## Демографія
Демографічна структура станом на 31 березня 2011 року:
|          | Загалом | Допрацездатний вік | Працездатний вік | Постпрацездатний вік |
| -------- | ------- | ------------------ | ---------------- | -------------------- |
| Чоловіки | 916     | 215                | 636              | 65                   |
| Жінки    | 920     | 200                | 583              | 137                  |
| Разом    | 1836    | 415                | 1219             | 202                  |